# Castelo de Leybourne

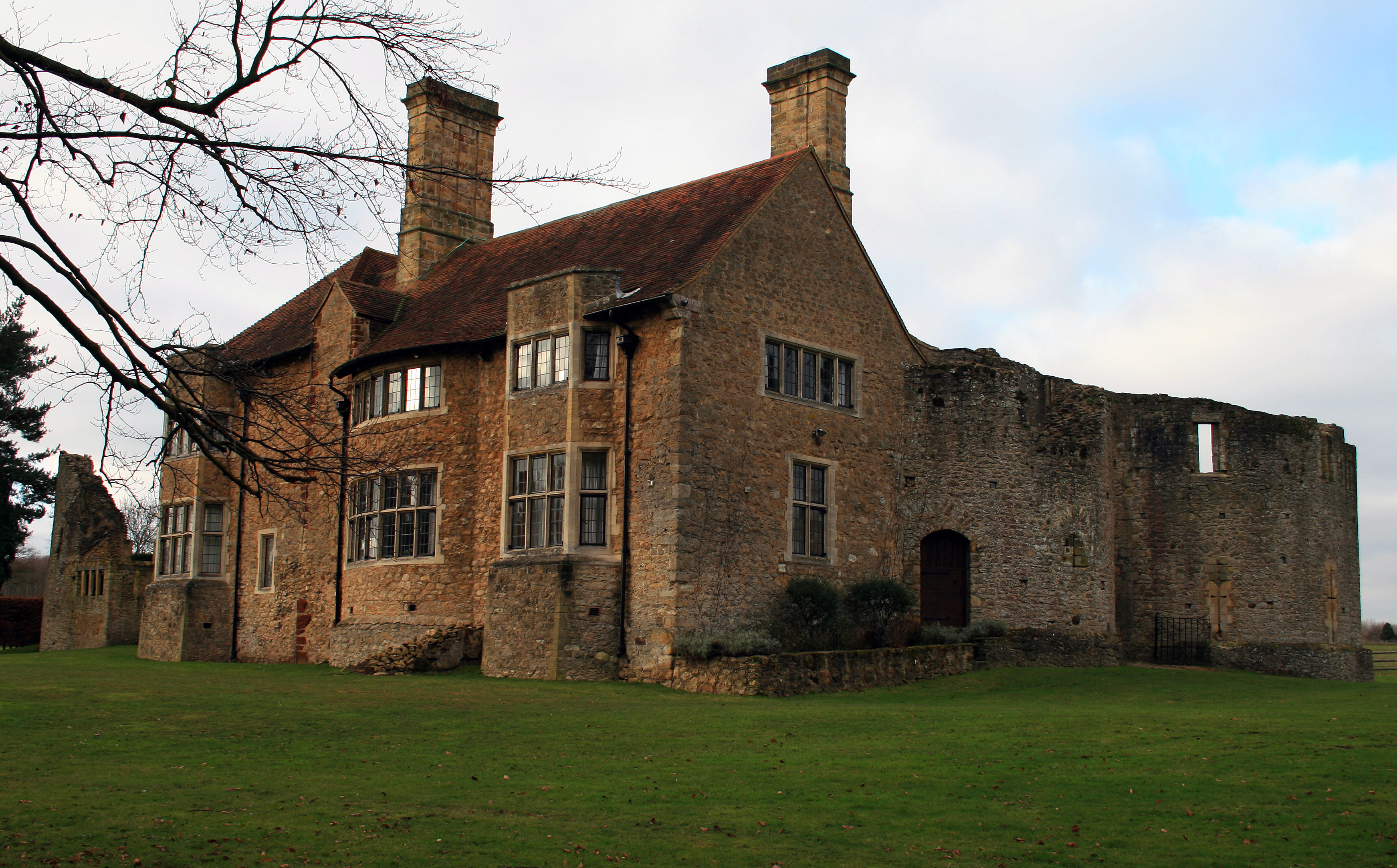
Castelo de Leybourne

O Castelo de Leybourne é um castelo do século XIII na freguesia de Leybourne, Kent, na Inglaterra. Ele está situado entre West Malling e Larkfield. Os dois bastiões semicirculares da portaria com torres gémeas construída em 1275 permanecem e estão incorporados a uma casa de fazenda Tudor que foi amplamente reconstruída por volta de 1930. Algumas evidências de movimentações de terra para uma forma circular também permanecem.
É um edifício classificado de Grau II*.